# Stefan Esders (Unternehmer)

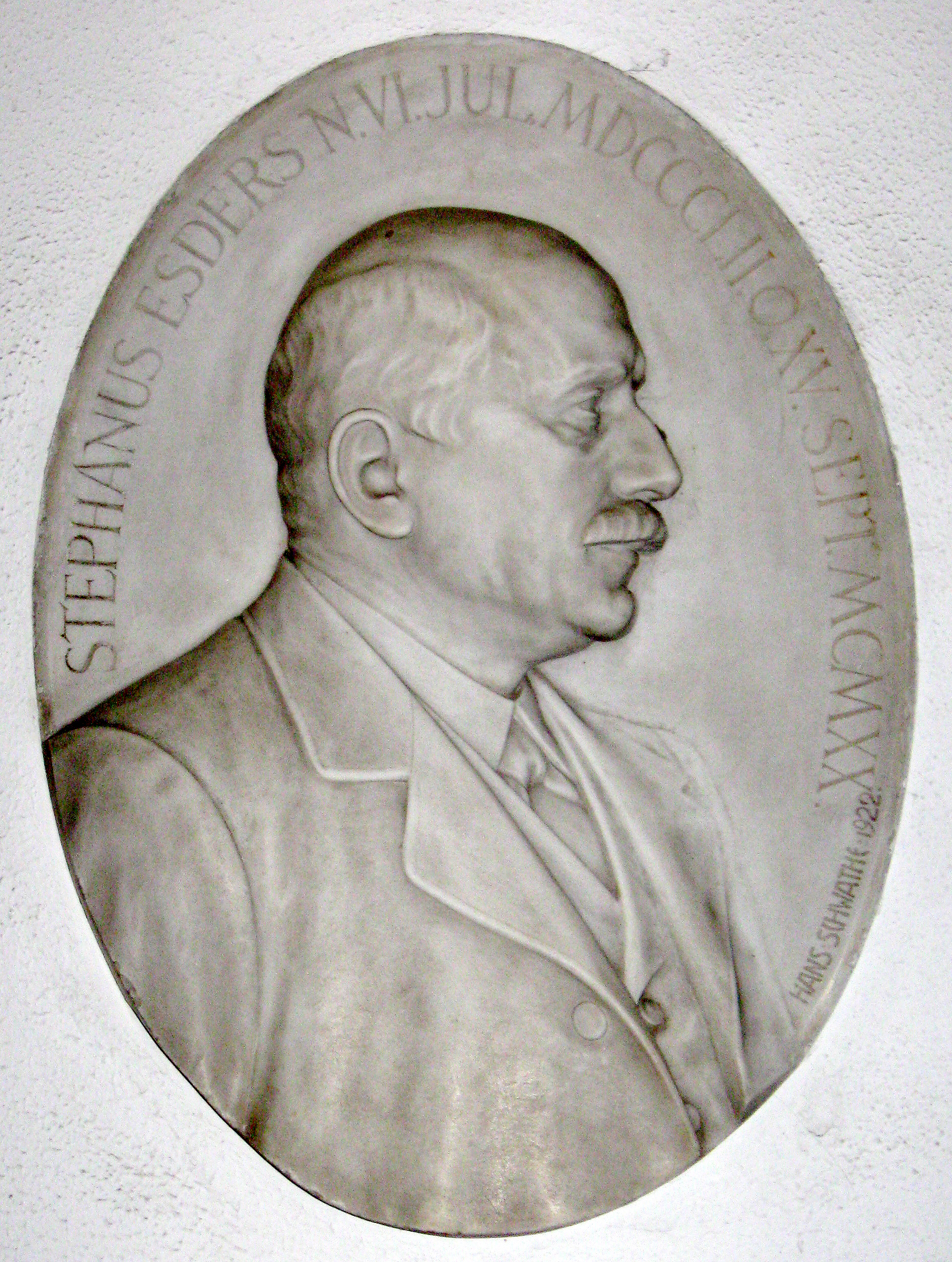
Porträtmedaillon in der Kaasgrabenkirche

Stefan Esders (* 6. Juli 1852 in Haren an der Ems; † 15. September 1920 in Wien; auch Stephan Esders und  Etienne Esders) war deutscher Abstammung und ein belgisch-österreichischer Unternehmer.

## Abstammung, Familie und Jugend
Stefan Esders war ein Sohn des Schiffers Joannes Bernardus Esders, geboren am 29. Oktober 1824 in Haren (Ems), gestorben am 19. Dezember 1906, und seiner Ehefrau Maria Elisabeth Nagel aus Haren an der Ems, eine Stadt, die in Norddeutschland an der Ems liegt und in der Nähe zur Grenze zwischen den Niederlanden und dem Königreich Hannover. Durch die Preußischen Annexionen kam das Gebiet zu Preußen und gehörte seit 1871 zum Deutschen Reich. Esders sprach nicht hochdeutsch, sondern das an der Ems übliche Emsländer Plattdeutsch, das der niederländischen Sprache verwandt ist. In den frühen 1870er Jahren war er aus seiner Heimatregion nach Brüssel gezogen, wo er bald die französische Sprache erlernte. Der Grund für die Übersiedlung war offensichtlich, wie bei vielen gleichaltrigen Landsleuten, die aus katholischen Gegenden des Reichs kamen, dass sie mit der Einberufung durch die Armee rechnen mussten, da nach der Gründung des Deutschen Reichs die 3-jährige Wehrpflicht eingeführt wurde. Die Armee wurde aber hauptsächlich von protestantischen Offizieren geführt. Weiterhin wurde die Unterdrückung der katholischen Bevölkerung durch den Reichskanzler Bismarck (Kulturkampf) befürchtet.

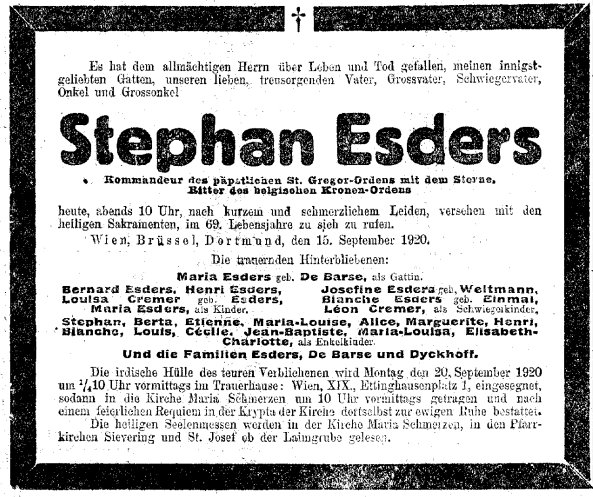
Todesanzeige

Die Eltern hatten mehrere Kinder. Für die Lebensbeschreibung von Stefan Esders sind wichtig folgende Geschwister und sonstige Anverwandte, die in der nebenstehenden Todesanzeige aufgeführt sind:
- Lubbert Hermann Heinrich (Henri) Esders (7. Oktober 1857; † 22. März 1923) war der Bruder.[Anm 1] Er heiratete in Antwerpen am 5. Juli 1884 Maria Sophie Wurden. Die Eheleute hatten 6 Kinder.[3] Bei der Gründung der ersten Niederlassung in Hamburg wurde er zu einem Sechstel Anteil beteiligt. Auch hat er 1894 das Kaufhaus Esders in Dresden eröffnet. Der Sohn Hermann Marie Henri Esders (1889–1940) änderte seinen Vornamen „Hermann“ in „Armand“. Die Zeitung Le Figaro bemerkte zu seinem Tod, dass Herr Armand Esders im Alter von einundfünfzig Jahren in Paris gestorben sei. Er war der Chef des großen Bekleidungshauses „Henri Esders“[4][Anm 2]

- Thekla Maria Esders (* 30. September 1865; † 29. Dezember 1939) war die Schwester. Sie war verheiratet mit Hermann Bernard Theodor Dyckhoff (* 7. August 1853 † 23. Mai 1916),[5] dem späteren Mitgesellschafter ihres Bruders Stefan Esders.

Esders heiratete während seiner späteren Tätigkeit in Brüssel Marie de Barse (* 15. Mai 1851 † 8. September 1927). Aus dieser Ehe sind folgende Kinder hervorgegangen:
- Bern(h)ard Esders (* 20. November 1879 † 10. August 1933). Er war verheiratet mit Josefine Esders-Weltmann (* 27. April 1885; 2. † November 1980,) der Tochter des Mitgesellschafters seines Vaters, Heinrich Weltmann. Aus der Ehe ist Stefan Esders (* 19. Januar 1907; † 17. Januar 1885) hervorgegangen. Bernhard erhielt später die Niederlassung in Wien.
- Henry Esders (* 26. Januar 1881; † 23. Juni 1932). Er erhielt später die Niederlassung in Brüssel.

## Rayonchef bei Au Bon Marché in Brüssel
Nach dem Besuch der höheren Schule hat Esders den Beruf als Kaufmann gelernt Nach der Übersiedlung nach Brüssel Anfang der 1870er Jahre war er zunächst in der Brüsseler Niederlassung von Au Bon Marché Rayonchef (Abteilungsleiter).

## Unternehmerische Tätigkeit

### Gründung der Gesellschaft Esders & Weltmann
In Brüssel lernte Esders den aus Wildeshausen stammenden Heinrich Weltmann kennen, der ebenfalls einige Jahre vorher aus Deutschland ausgewandert war und für ein niederländisches Textilunternehmen als Kaufmann gearbeitet hatte. Weltmann war danach 1867 in die päpstliche Armee in Rom als Zuave eingetreten, aber 1870 nach Antwerpen zurückgekehrt, hatte dort aber in den nächsten Jahren keine ihn befriedigende Stellung gefunden. Von Stefan Esders kam die Idee, in das Textilgeschäft als selbständige Unternehmer einzusteigen. Weltmann hatte kaum Ersparnisse. Esders sah darin kein Problem. Er hatte bereits ein Gebäude im Auge, von dem ein Teil angemietet werden konnte. Auch er hatte praktisch kein Geld, aber beide hatten einen unglaublichen Optimismus. Am 12. September 1877 erfolgte die Gründung eines Textileinzelhandelsgeschäftes in Brüssel unter dem Namen „Esders & Weltmann“. Die Gesellschafter nahmen Kontakt auf mit der Firma Gobert in Verviers, die einem Verwandten von Esders gehörte, die auf sechsmonatigen Kredit Stoffrollen und alle Arten von Herrenartikel liefern konnte. Geplant war, die Stoffe meterweise zu verkaufen. Dies gelang aber nicht. Aus Verzweiflung begann man, Herrenhosen in verschiedenen Größen, also Konfektionsware, zu einem Stückpreis von 9,00 BFR herzustellen. Dies war eine richtige Entscheidung, da schon im ersten Jahr der Umsatz 250.000,00 BFR betrug.

### Gründung von Filialen
Das Geschäft wurde durch Filialen in Antwerpen, Hamburg und München erweitert, zum Teil mit Familienangehörigen von Esders und Weltmann. Als Esders weiter erweitern wollte und ein Grundstück in Brüssel erwarb, wurde dies Weltmann zu viel, sodass er aus dem Unternehmen ausschied und sich mit 52 Jahren gegen eine hohe Abfindung zur Ruhe setzte. Esders erweiterte aber weiter, baute in Brüssel die Kleiderfabrik „A la Grande Fabrique“ und gründete teilweise mit seinem Bruder Heinrich (Henry) Unternehmen in Rotterdam (1894), Wien (Warenhaus Zur großen Fabrik) (1895), Breslau (seit 1945 polnisch unter dem Namen Wroclaw), Dresden (Kaufhaus Esders) und St. Petersburg (Russland 1906). Im Jahr 1895 ließ sich Stefan Esders mit seiner Frau und seinen beiden Söhnen Bernard und Henry dauerhaft in Wien nieder. Von dort aus leitete er seine Gruppe, bis er 1920 verstarb
Es folgt die Beschreibung der einzelnen Warenhäuser:

#### Niederlassung in Antwerpen
3 Jahre nach der Gründung des Unternehmens in Brüssel beschlossen Esders und Weltmann ihre erste Niederlassung in Antwerpen, das auch „Anvers“ genannt wurde, für den Bruder von Esdens, Heinrich (Henri) Esders zu gründen, was dann auch 1880 geschah. An diesem Unternehmen war offensichtlich Heinrich Esders allein beteiligt. Jedenfalls wurde im Sommer 1900 ein Plakat mit der Bezeichnung „A la Grande Fabrique H. Esders“ mit der Adresse in Antwerpen 51-53 Kipdorp gedruckt. Im Januar 1894 wurde ein Gesellschaftsvertrag geschlossen zwischen Henri Esders, Kaufmann in Paris, Hermann Esders, Kaufmann in Anvers, sowie Laurent Esders und Henri Töller, beide Angestellte in Anvers über die Gründung einer Gesellschaft zum Betrieb eines Herrenbekleidungsgeschäftes unter der Firma. „Henri Esders“ mit Sitz in Anvers. Laurent Esders war ein Neffe von Henri Esders.

#### Niederlassung in Hamburg
Nur ein Jahr später wurde in Hamburg eine Niederlassung gegründet, an der die Brüder Stefan und Heinrich Esders zusammen mit ihrem Geschäftspartner Heinrich Weltmann zu je einem Sechstel (d. h. zusammen zur Hälfte) beteiligt waren. Der Schwager von Esders, Hermann Bernard Theodor Dyckhoff steuerte die andere Hälfte bei. Dyckhoff war mit der Tochter der Brüder Esders, Thekla Maria Esders, verheiratet. Dieses Bekleidungshaus hatte in der Gertraudenstraße 8-9 von Berlin ihr Ladengeschäft. Später firmierte es unter der Firma „H. Esders & Dyckhoff“. Aus der Firmenänderung ist erkennbar, dass zu dieser Zeit Stefan Esders und Heinrich Weltmann, der ein eigenes Bekleidungsgeschäft in Berlin gegründet hat, aus der Gesellschaft ausgeschieden waren. Nach dem Tod von Dykhoff ist die Wwe.Thekla Dykhoff geb. Esders in die Fa. H. Esders & Dyckhoff eingetreten.

#### Niederlassung in München
Am 15. Mai 1888 hat die Fa. Esders & Weltmann aus Brüssel das Grundstück Färbergraben im Hackenviertel von München zum Kaufpreis von 132.000 M gekauft. Auf dem Grundstück leitete der Kaufmann August Knagge eine Filiale des Textilunternehmens von Esders & Weltmann. Knagge, ein Sohn des Kaufmanns Johannes Knagge, war mit der Tochter des Heinrich Weltmann, verheiratet. Dieses Grundstück wurde im Jahre 1895 von der inzwischen aufgelösten Handelsgesellschaft mit Inventar verkaufte zu einem Kaufpreis von 228000 M an August Knagge. Die Eheleute August und Maria Knagge erwarben 1910 auch das benachbarten Grundstück Färbergraben 2. 1934 erwarb August Knagge (sen) das benachbarte Grundstück 1 Färbergraben ½. Auf diesen Grundstück wurde von August Knagge bzw. später von seinem Sohn August Knagge (jr.) mit dem Geschäftspartner Seitz das Textilgeschäft Knagge & Peitz bis zur Zerstörung im Zweiten Weltkrieg betrieben. Der Kaufmann Gerhard Peitz hatte 1910 das Wohn und Geschäftshaus Färbergraben 3 a erworben.

#### Niederlassung von Weltmann in Berlin /Verkauf an Esders
Als Weltmann 1890 nach der Eröffnung der Filiale aus München nach Brüssel zurückkehrte, teilte ihm Stefan Esders mit, dass dieser zur gleichen Zeit ein großes Gebäude in Brüssel für die dortige Niederlassung gekauft hatte.
Heinrich Weltmann fand das etwas zu schnell und wünschte, dass er sich allein in Berlin selbstständig machen konnte. Damit erklärte sich Esders einverstanden. Am 27. März 1890 zog Weltmann nach Berlin. 1891 wurde in Berlin, Kaiser Wilhelm Straße 55 ein Kaufhaus unter der die Fa. „Heinrich Weltmann“ eröffnet.
1900 erhielt Weltmann die Nachricht von Esders und dessen Schwager Dyckhoff, dass diese ein Kleiderlager in Berlin eröffnen wollten. Weltmann war von dieser Idee nicht begeistert und beschloss, sein Unternehmen in Berlin zu verkaufen. Deshalb verkaufte Weltmann sein Geschäft an Esders, der es unter der Fa. „Heinrich Weltmann Nachf. Stefan Esders“ fortführte.
Am 30. Dezember 1900 verließ Weltmann Berlin in Richtung Boppard am Rhein, wo er inzwischen die Villa Belgrano gekauft hatte. Mit seiner Frau und 13 Kindern ließ er sich im Alter von 52 Jahren in dieser schönen Villa, umgeben von einem herrlichen Park, mit einem Vermögen von drei Millionen Mark, nieder. Die guten Beziehungen zwischen den Familien Weltmann und Esders wurden dadurch nicht gestört, sie blieben noch lange Zeit in Kontakt.Dazu hat beigetragen, dass die Tochter Josefine Leoni den Sohn von Esders, Bernard Esders, geheiratet hatte.

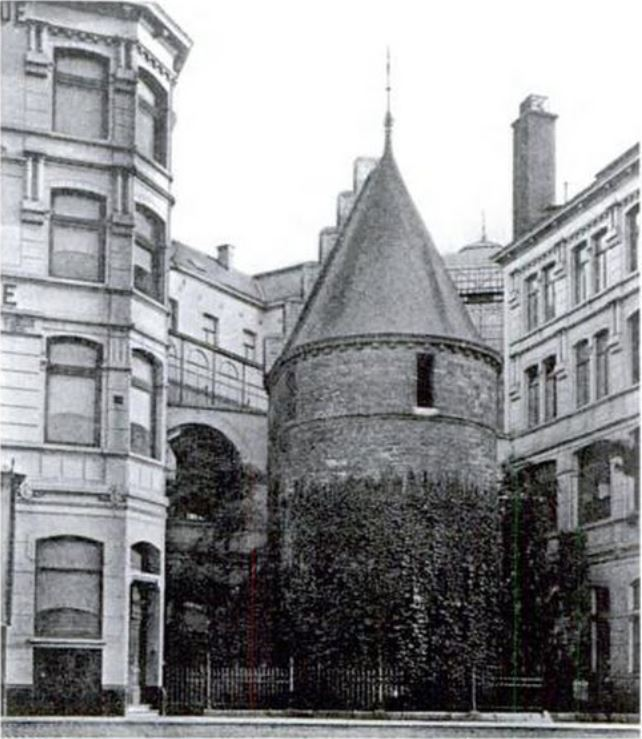
Der Schwarze Turm, umgeben von der Großen Esders-Fabrik unmittelbar nach der Errichtung

Esders führte das Geschäft in Berlin unter der Fa. „Heinrich Weltmann Nachf. Stefan Esders“ fort. Nach seinem Tod wurde das Geschäft zunächst von seinen Erben Henry Esders und Bernard Esders, dem Ehemann von der Tochter Weltmann, Josefine Leoni Weltmann, in ungeteilter Erbengemeinschaft unter der Firma „Zur Großen Fabrik Stefan Esders“ fortgeführt. Dort wird ebenfalls unter Beifügung mehrerer Fotos und Zeichnungen geschildert, dass Stephan Esders von Heinrich Weltmann das Bekleidungsgeschäft übernommen hat. In den 1920er Jahren sei das Gebäude an die Christian Dierig AG einen Baumwolltextilhersteller, verkauft worden, der dort seine Büros einrichtete.

#### Hauptniederlassung in Brüssel
Bei der Gründung der Fa. Esders und Weltmann verfügte die Gesellschaft nur über gemietete Räume. Oben ist geschildert worden, dass Esders 1890 ein großes Gebäude in Brüssel an der Rue de la Vierge noire für die dortige Niederlassung gekauft hatte.Offensichtlich hat Stephan 'Esders, der sich Etienne, die französische Variante von Stefan, nannte, das bestehende Gebäude abgerissen. Denn er errichtete auf dem Grundstück zum Ende des Jahrhunderts die Hauptniederlassung mit dem Namen “A la grande fabrique ”. Dabei umbaute er den „Tour Noire“ (Schwarzer Turm), ein Wahrzeichen von Brüssel mit seinem Gebäude. 1974 wurde ein Teil des Gebäudes geschlossen und von Unternehmen „Esders“ „verschwand von der europäischen Bildfläche“. Nur die Galerie im Erdgeschoss blieb bis 1990 geöffnet. Danach erfolgte ein Verkauf an ein finnisches Unternehmen. Im Juli 1991 zerstörte ein Brand das gesamte Gebäude. Inzwischen steht ein Hotelgebäude auf dem Grundstück.

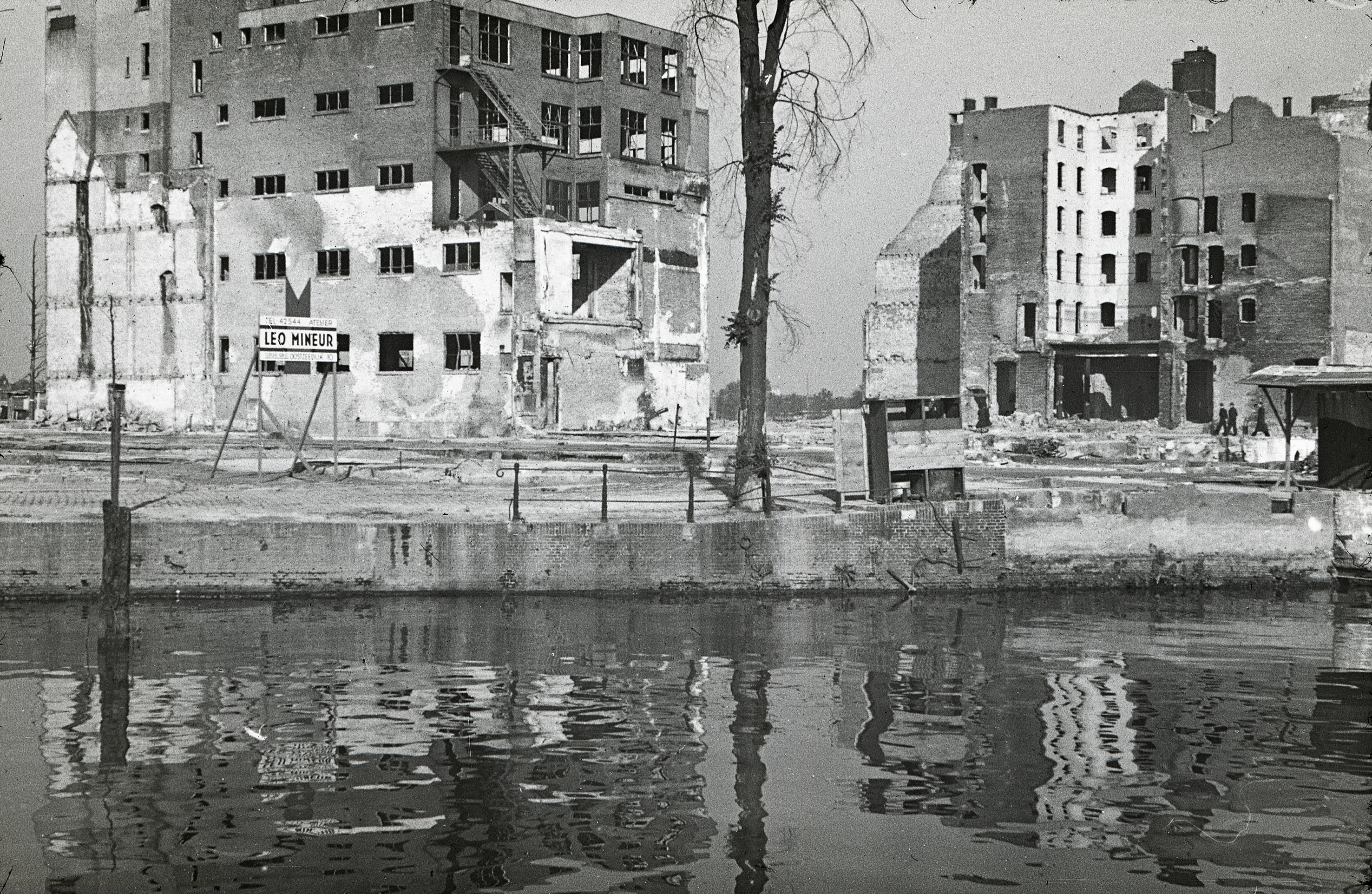
Zerstörung in Rotterdam durch Bombenangriff 1940 (rechtes Gebäude)

#### Niederlassung in Rotterdam
Im Jahr 1894 eröffnete Stefan Esders ein Geschäft in Rotterdam, an der Ecke Hoofdsteeg und Houttuin. Im Jahr 1894 beschäftigte das Unternehmen 16 Mitarbeiter im Gebäude und 25 Schneider außerhalb. Später wurde das Gebäude noch erweitert. Nach dem Tode von Stefan Esders wurde die Niederlassung von seinen beiden Söhnen fortgesetzt: 1934 wurde das 40-jährige Jubiläum gefeiert. Bei der Bombardierung am 14. Mai 1940 wurden alle diese Gebäude zerstört. Nach der Bombardierung wurde das Geschäft in einem provisorischen Geschäft am Statenweg in Blijdorp fortgeführt und von 1953 bis zur Auflösung des Geschäfts im Jahr 1958 in einem festen Gebäude am Binnenweg.

#### Niederlassung in Wien
→ Hauptartikel: Warenhaus Stefan Esders
Das Warenhaus „Zur großen Fabrik“ wurde 1895 von Stefan Esders gegründet. Es gehörte zu den größten Kaufhäusern der Welt. Nach dem Verkauf 1964 wurde das Gebäude mehrmals umgebaut und auf 30.000 m² Verkaufsfläche erweitert. Um das Warenhaus hatte es heftigen politischen Streit gegeben. Esders führte dort als erster in Wien auch ein System der Gewinnbeteiligung (Prämienzahlungen) für seine Angestellten ein.
Ende 2017 erwarb René Benko das Grundstück für 60 Mio. Euro.

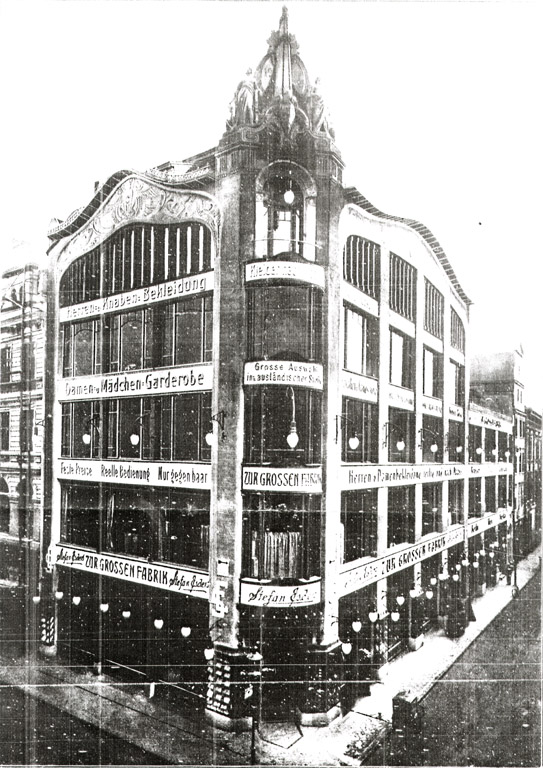
Kaufhaus Esders in Breslau 1906

#### Niederlassung in Breslau
Im Ersten Weltkrieg ging das Geschäft in Berlin, Breslau und St. Petersburg verloren
Nach der Niederlassung in Wien errichtete Stefan Esders in Breslau (jetzt Wroclaw), Ohlauerstaße 12/Ecke Altbüßerstraße unter der Fa. „Zur großen Fabrik“ eine weitere Niederlassung in einem 4-stöckigen Bekleidungsgeschäft. In einem Prospekt aus dem Jahre 1910 wurde angepriesen, dass die Waren zu den „billigsten Preise(n) von Breslau“ verkauft wurden. Im Jahr 1913 wurde das Gebäude um ein benachbartes schmales Haus erweitert. Seine Fassade aus dem 19. Jahrhundert wurde von Alvin Wedemann, einem deutschen Architekten, im Geiste des Jugendstils wieder aufgebaut Nach dem Ersten Weltkrieg wurde die Niederlassung aufgegeben.

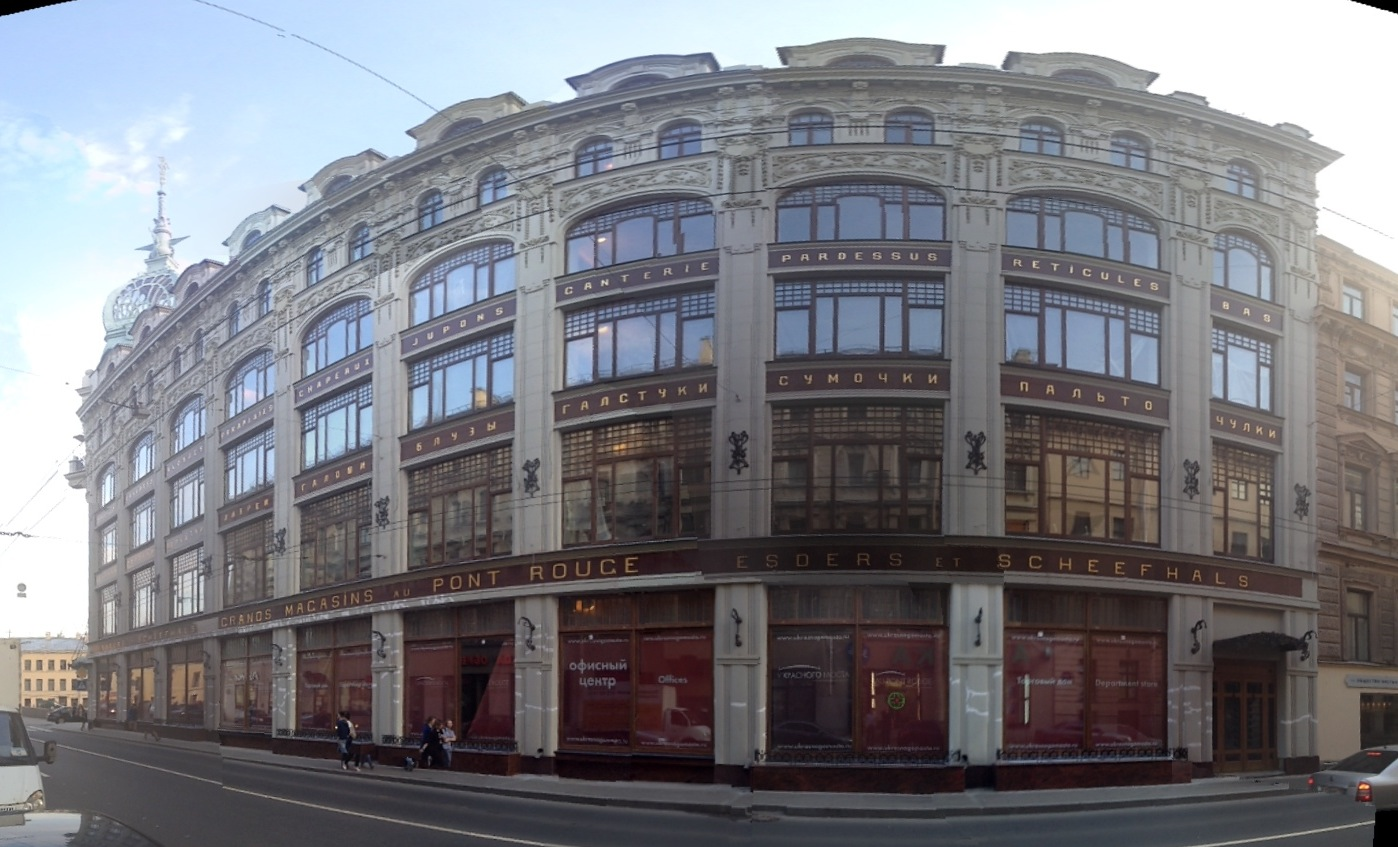
Kaufhaus in St. Petersburg

#### Niederlassung in St. Petersburg
Die Niederlassung in St. Petersburg errichtete Esders 1906 zusammen mit Charles Scheefhals, dem Neffen seiner Ehefrau. Stephan Eders war mit der Belgierin Marie de Barsée verheiratet. Seine Schwägerin Rosalie de Barsée, die mit einem Antwerpener Buchhändler, Henricus Wilhelmus Scheefhals, verheiratet war, hatte den Sohn Karl (Charles) Scheefhals. Er war 1890 zum Direktor der Niederlassung von Esders in Brüssel ernannt. Stefan Esders beabsichtige, in St. Petersburg eine Filiale zu eröffnen. Aufgrund seiner Verdienste in Brüssel wurde Charles Scheefhals von Esders mit diesem Projekt betraut. Er wurde nicht nur Direktor des neuen Kaufhauses, sondern auch Miteigentümer. Das neue Unternehmen startete offiziell am 1. Juli 1906 zunächst vorübergehend in der Mytninskaja naberezinaja 3. Im Sommer 1906 fand die Grundsteinlegung statt. Architekten waren Konstantin Nikolajewitsch de Rochefort Wladimir Alexandrowitsch Lipski. Sie bauten das das erste russische mehrstöckige Kaufhaus. Die Eröffnung des neuen Mode- und Bekleidungshauses in der Nähe der Roten Brücke erfolgte 1907. Es war ein Gebäude mit fünf Stockwerken, von denen das Erdgeschoss und die ersten drei Stockwerke als Büro eingerichtet wurden. Die oberen Stockwerke wurden von der Familie Scheefhals privat genutzt. Nach anfänglichen Verlusten wurden bald gute Gewinne erzielt. Nach 1917 wurde die Niederlassung ohne Entschädigung verstaatlicht. Zu Beginn des Herbstes 1918 fuhr die Familie Scheefhals mit dem letzten Schiff über Stockholm nach Holland. Charles Scheefhals blieb in Sankt Petersburg zurück. Charles Scheefhals blieb in Sankt Petersburg zurück, wurde aber im November gefangen genommen. Nach vier Monaten im Gefängnis und der Zahlung einer hohen Kaution wurde er freigelassen. Danach gelang ihm die Flucht aus Russland. Nach der Russischen Revolution wurde das Gebäude zu einer Näherei für Herrenbekleidung umgewandelt.
Nach Abschluss der umfangreichen Renovierungsarbeiten hat das Architekturbüro Lifschutz Davidson Sandilands aus London das Gebäude im Jahre 2011 in ein internationales Einzelhandelszentrum verwandelt.

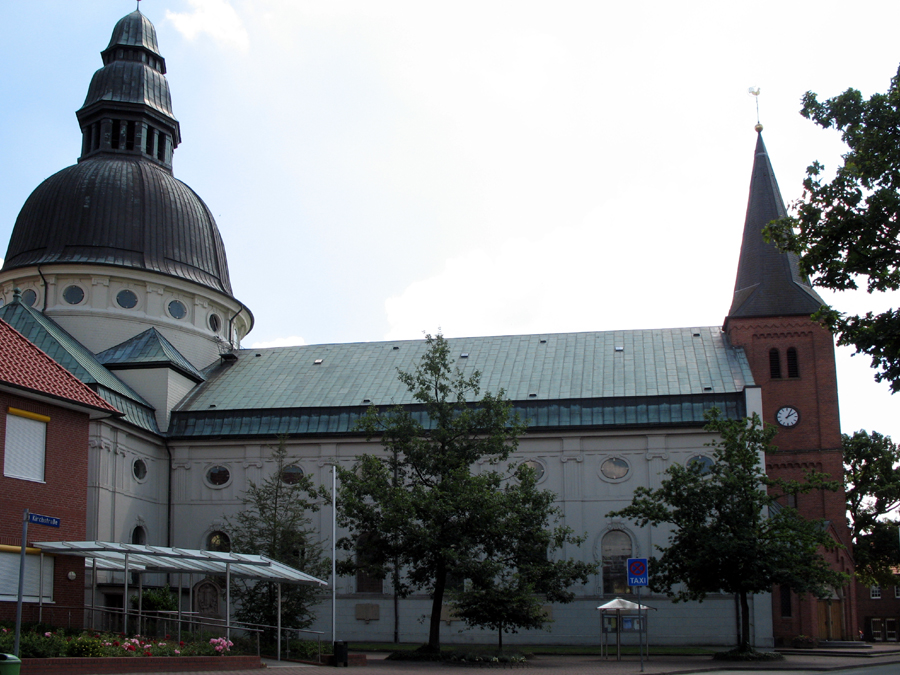
Emslanddom in Haren

## Stiftung für den Emsland-Dom
Esders war zusammen mit seinem Bruder der Hauptspender des Emsland-Doms in seinem Geburtsort Haren.

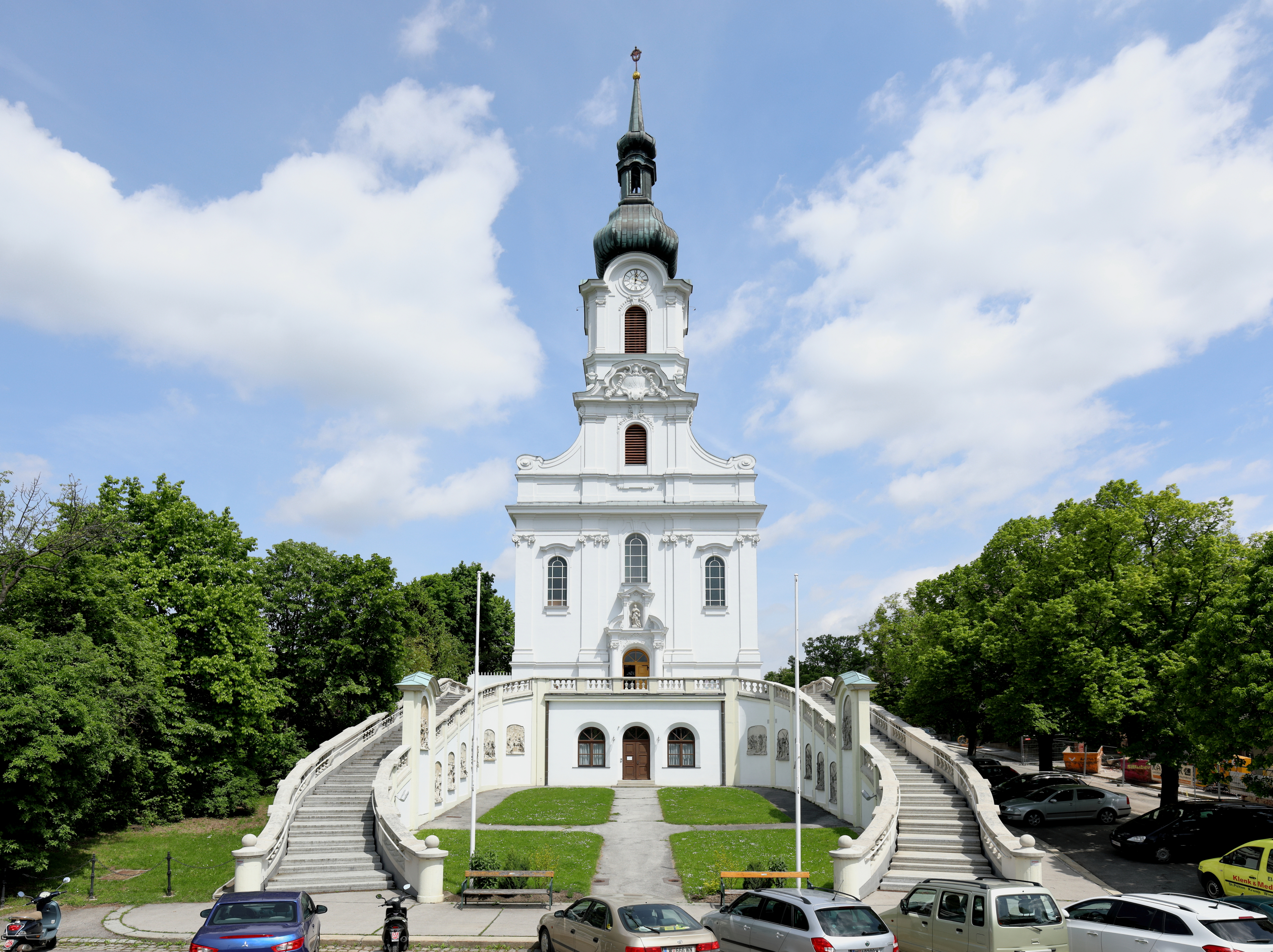
Kaasgrabenkirche

## Stiftung der Kaasgrabenkirche
Er ließ sich in Wien nieder und stiftete die Kaasgrabenkirche. 20. September 1920 wurde er dort in der von Hans Schwathe gestalteten Gruft beigesetzt.
Den Platz vor der Kaasgrabenkirche und seiner ehemaligen Villa wurde ihm zu Ehren 1935 von der Stadt Wien nach ihm benannt; zum Zeitpunkt der Anlage 1912 hieß er Hohenwartplatz und ab 1917 Ettinghausenplatz.

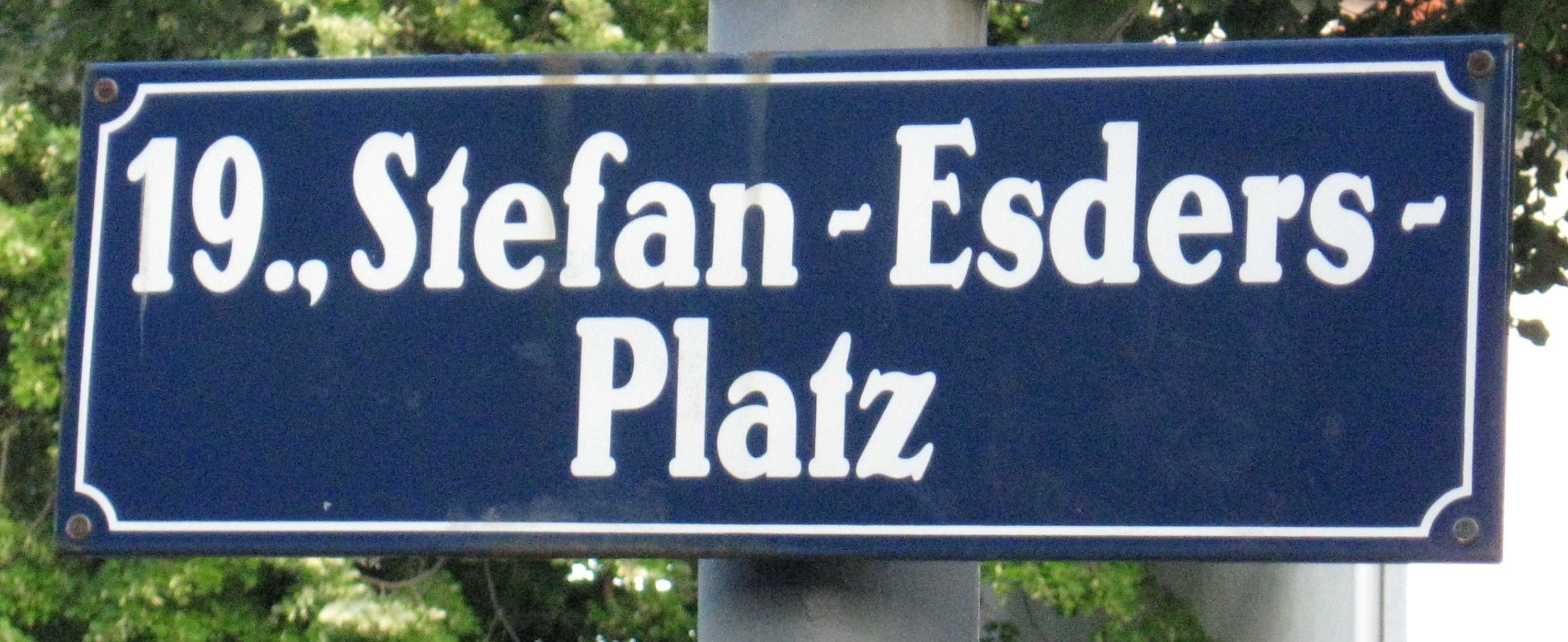
Straßenschild

## Die Villa Esders
Seine ehemalige Residenz am heutigen Stefan-Esders-Platz 1, das ebenso wie sein Warenhaus und die von ihm gestiftete Kirche ein um 1910 errichtetes Werk der Architekten Franz Kupka (1855–1924) und Gustav Orglmeister (1861–1953) ist, wurde nach seinem Tod dem Orden der Schwestern vom Armen Kinde Jesu übergeben. Sie wurde zum Clara-Fey-Kinderdorf umgebaut und mit mehreren Zubauten erweitert und ist heute samt dem großen Park eine Sonderschule des Ordens.
Den Platz vor der Kaasgrabenkirche und seiner ehemaligen Villa wurde ihm zu Ehren 1935 von der Stadt Wien nach ihm benannt; zum Zeitpunkt der Anlage 1912 hieß er Hohenwartplatz und ab 1917 Ettinghausenplatz

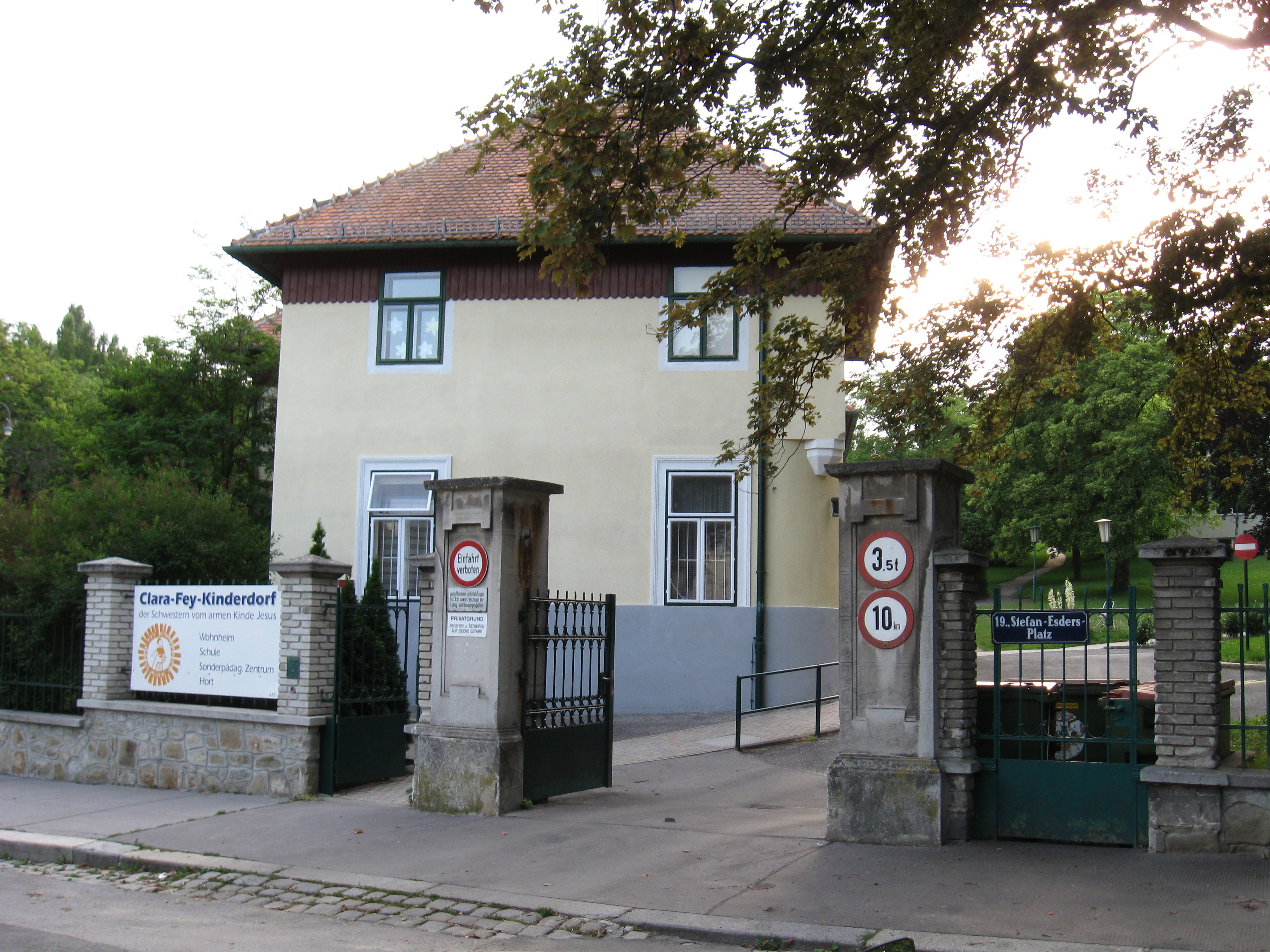
Pförtnerhaus
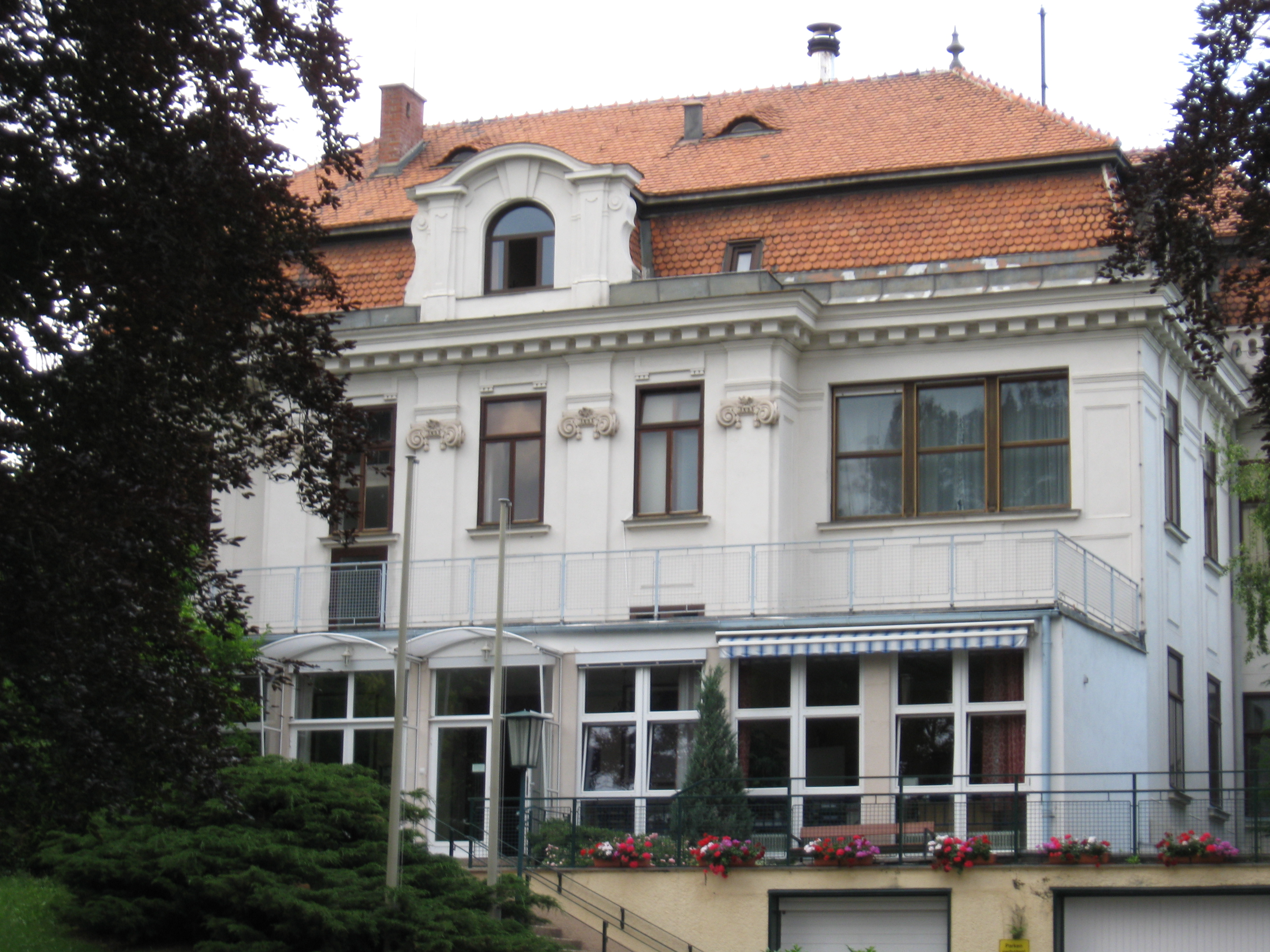
Ansicht vom Süden
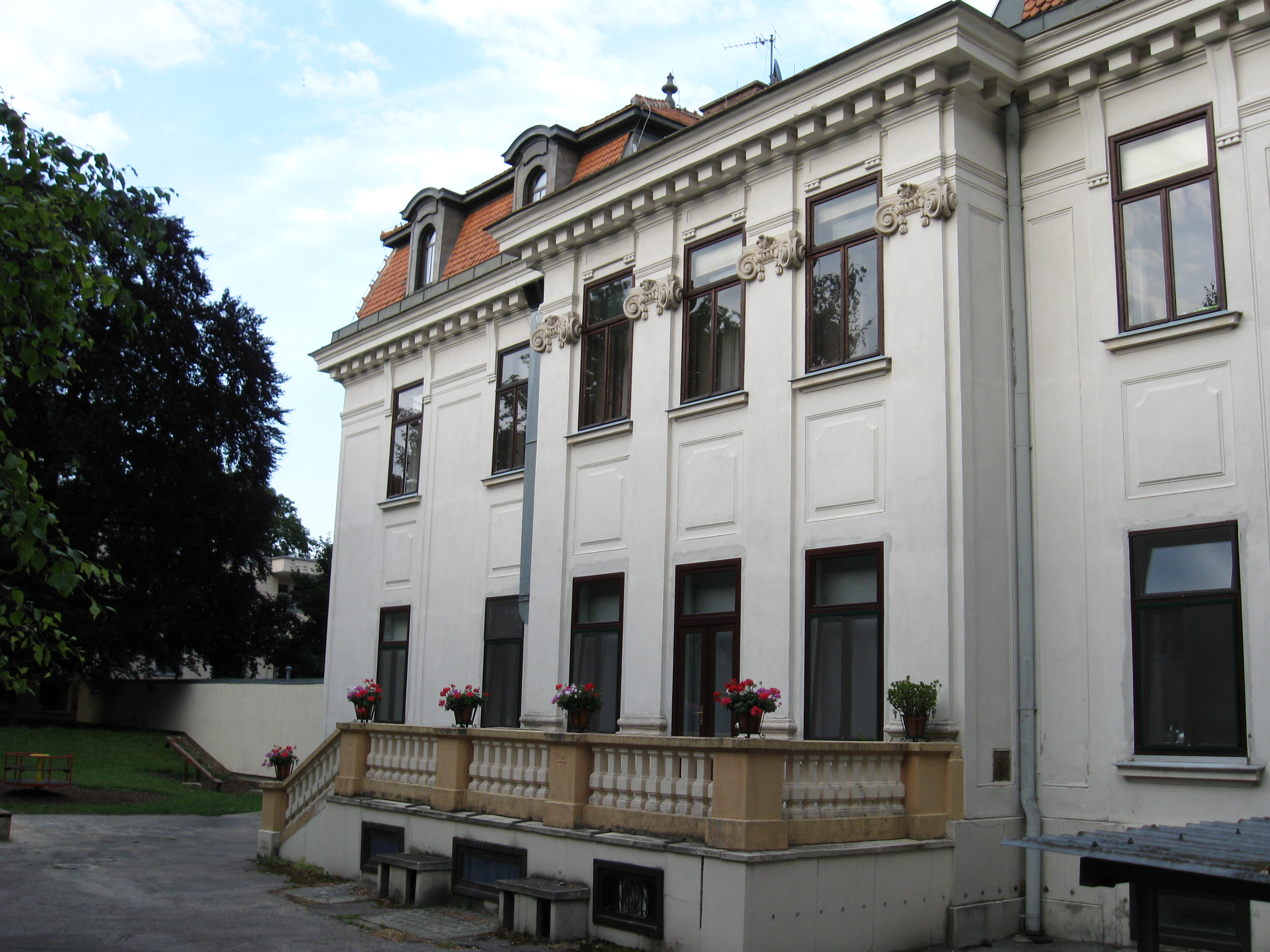
Ansicht vom Westen
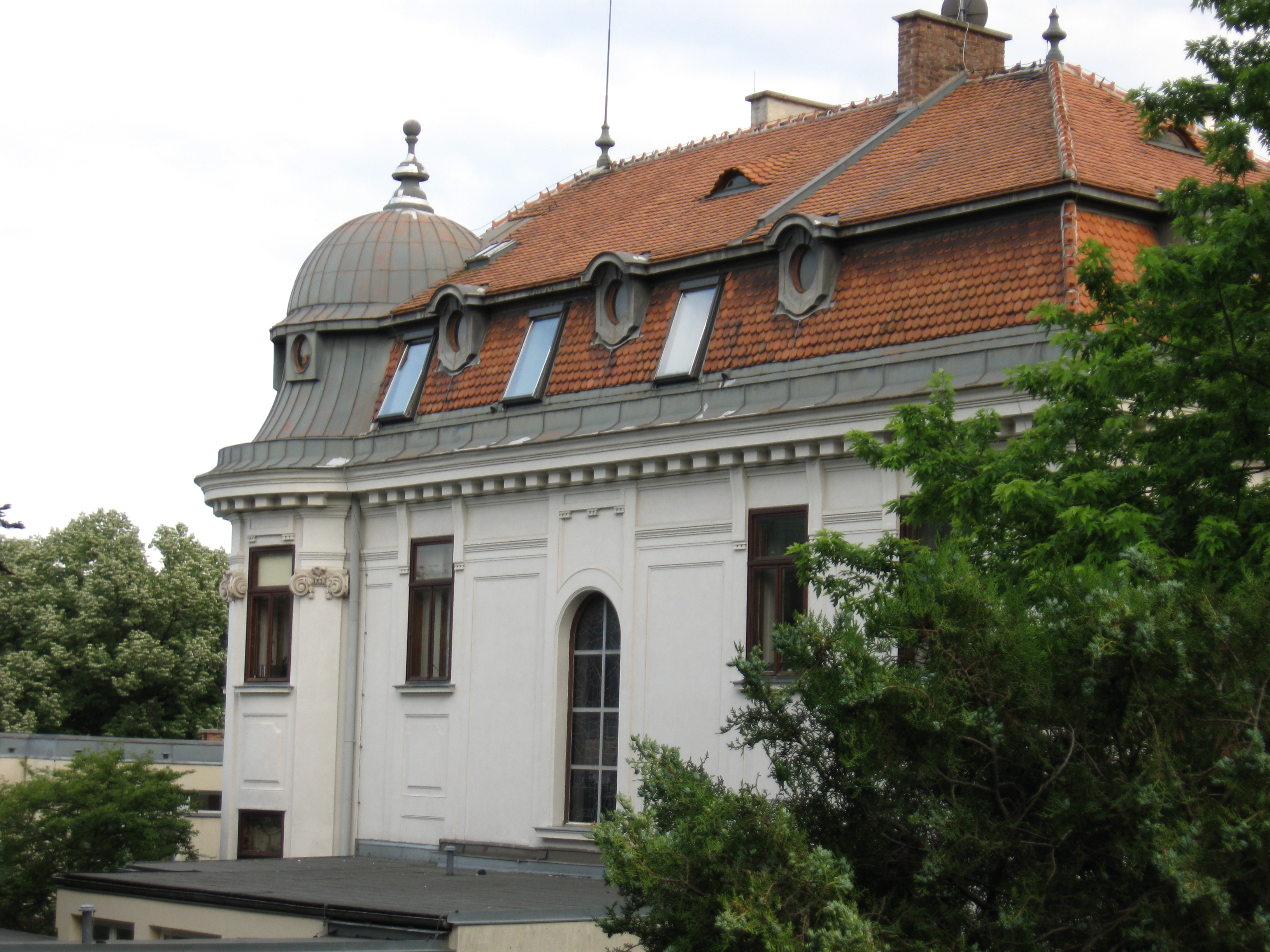
Ansicht vom Norden

## Auszeichnungen
- Ritter des belgischen Kronenordens
- Komtur mit Stern des Ordens des heiligen Gregor des Großen